# 1852 v športu
1852 v športu.

## Veslanje
- Regata Oxford-Cambridge - zmagovalec Oxford
- Regata Harvard-Yale - zmagovalec Harvard